# Stafylokocker
Stafylokocker (Staphylococcus) är ett bakteriesläkte med cirka 50 arter där flertalet arter aeroba alternativt fakultativt anaeroba, icke sporbildande grampositiva runda bakterier (kocker). Namnet Staphylococcus härrör från grekiskans staphylé som betyder druvklase, vilket syftar på bakteriernas utseende i mikroskop.

## Identifiering
Med ett par undantag producerar de katalas, vilket gör att de lätt kan skiljas från streptokocker med katalastestet vid odlingsdiagnostik i laboratoriet. S. aureus och ytterligare några arter som S. intermedius producerar koagulas. På grund av det gula pigmentet som S. aureus producerar kallas de ofta för "gula stafylokocker" till skillnad från de opigmenterade arterna som benämns "vita stafylokocker".

## Patogena arter
De flesta stafylokockarter som finns på människan ingår i normalfloran på hud, hår och slemhinnor där S. epidermidis är en av de vanligaste, som sällan orsakar besvär. En del arter är emellertid viktiga sjukdomsorsaker, patogener. 
S. aureus, gula stafylokocker, orsakar infektioner hos människa, framför allt hudinfektioner men även svåra skelettinfektioner liksom endokardit. Toxinproducerande stammar kan orsaka matförgiftning, som ofta är häftig och beskrivs som att "först tror man att man skall dö, sedan önskar man att dö – men ändå dör man inte". Toxic shock syndrome (TSS eller inledningsvis "tampongsjuka") orsakas också av toxinproducerande gula stafylokocker.
S. epidermidis är den vanligaste koagulasnegativa vita  stafylokockarten på frisk hud hos människa och ingår i människans normala hudflora. Arten har begränsad förmåga att orsaka infektioner hos friska personer, men den är den vanligaste stafylokockinfektionen efter bland annat proteskirurgi. Då S. epidermidis dels bildar skyddande så kallad biofilm och dels ofta har utvecklat omfattande antibiotikaresistens, är infektionerna generellt svårbehandlade med enbart antibiotika.
S. haemolyticus är en koagulasnegativ vit stafylokockart och näst S. epidermidis en av de vanligaste orsakerna vid stafylokockinfektioner efter att protesmaterial satts in vid operationer. De är ofta svårbehandlade dels på grund av omfattande antibiotikaresistens och dels då de har hög tendens att bilda skyddande biofilm.
S. intermedius och S. hyicus orsakar infektioner i huvudsak hos djur, den förstnämnda är vanlig orsak på hundar med hudinfektion (pyodermi), medan den andra förknippas med bland annat svartskorv (exudativ epidermit) hos nötkreatur och svin.
S. saprophyticus är en koagulasnegativ vit stafylokock, som inte ingår i människans normalflora men är känd för sin förmåga att orsaka, ofta häftig blåskatarr hos framför allt unga kvinnor – "honeymoon cystitis". De orsakar sällan infektioner högre upp i urinvägarna eller andra allvarliga infektioner och är då lättbehandlade med antibiotika.

## Antibiotikaresistens
När penicillin började användas på 1940-talet selekterades penicillinresistens fram tidigt. Orsaken till resistensen är att många stafylokockstammar producerade enzymet penicillinas som bryter ner beta-laktam-ringen hos penicillin. Bakterien bär genen för denna egenskap på plasmider, som de lätt kan byta mellan varandra, vilket leder till att resistensen sprids även mellan arter. Isoxapenicillinerna (exempelvis oxacillin eller flukloxacillin) bryts dock inte ned av penicillinaset och de lämpar sig därför väl för behandling av stafylokockinfektioner. Ett tilltagande problem inom sjukvården är förekomst av stafylokocker som blivit resistenta också mot isoxapenicilliner. Dessa kallas meticillinresistenta S. aureus eller förkortat MRSA. Sådana bakterier är ofta resistenta också mot flera andra sorters antibiotika.

## Galleri

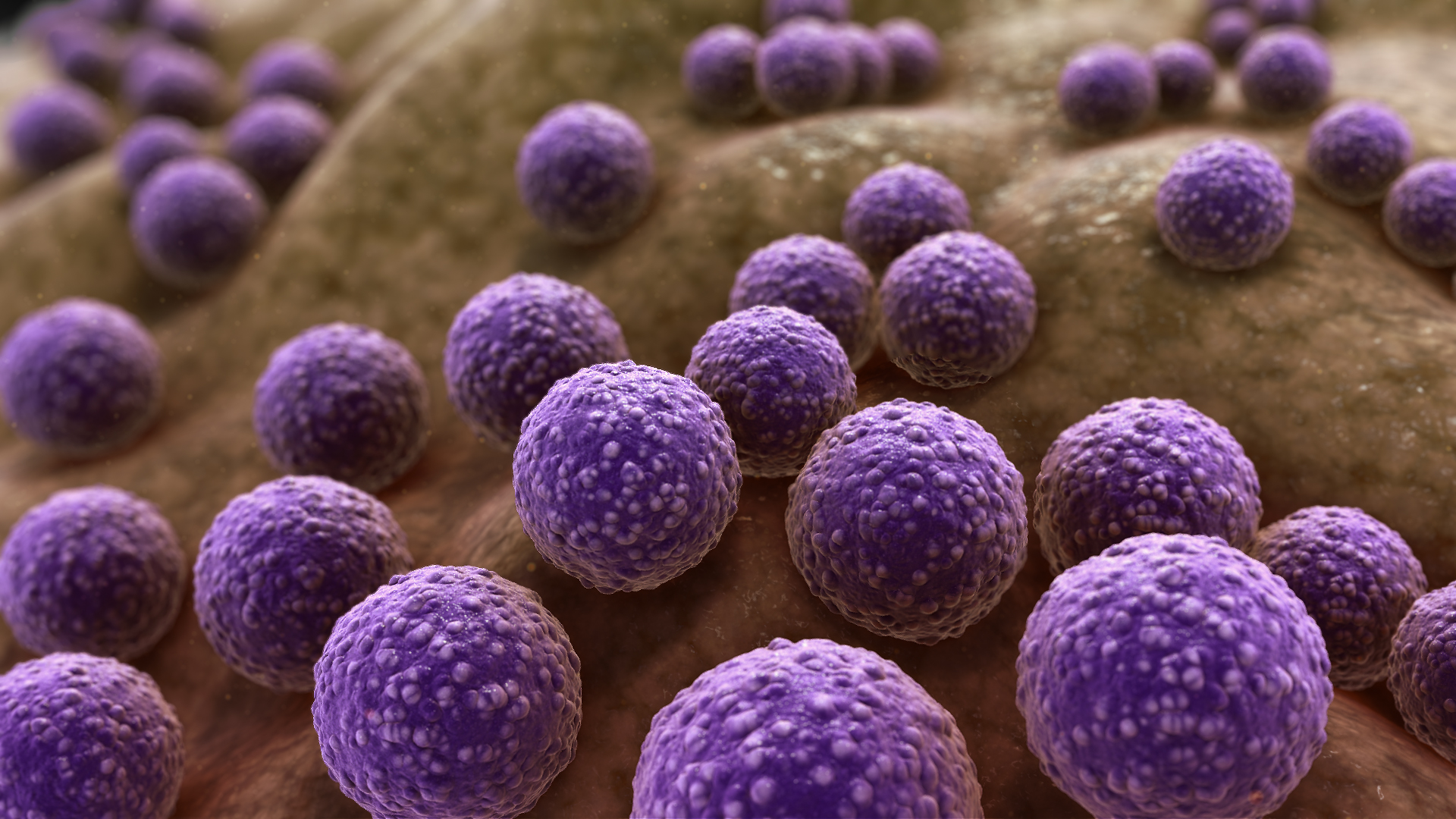
3d-rendering av stafylokocker.